# Власьев, Афанасий Иванович
Афана́сий Ива́нович Вла́сьев (иногда — Вла́сьев-Безобра́зов; 2-я пол. XVI века — не ранее 1610 года) — дьяк, русский дипломат конца XVI — начала XVII веков при царях Фёдоре Ивановиче, Борисе Годунове и Лжедмитрии I. Глава Посольского приказа май 1601 — май 1606 гг. Профессиональный дипломат. В его послужном списке — участие в пяти посольствах, причем в трех случаях — в качестве главы миссии. А. И. Власьев пользовался доверием как царя Бориса, так и его противника и преемника Лжедмитрия, ценивших его опыт и образованность. По предположению Ю. А. Лимонова, Власьев владел латынью и немецким языком.

## Происхождение и семья
Происходил из провинциального дворянского рода. Несмотря на то, что Афанасий Власьев был выходцем из служилого сословия, он представитель дьяческой династии. Выслужился из подьячих, до назначения на должность судьи (главы) Посольского приказа А. И. Власьев не менее 17 лет проработал в приказной системе.
Его отец Иван Власьев был рязанским помещиком и служил дьяком Ямского прихода приказа Большого дворца в конце XVI века. Не случайно Афанасий Власьев начал свою службу в одном из подразделений приказа Большого дворца — в Постельничем приказе (или Царской мастерской палате).
Его брат — дьяк Богдан Иванович Власьев, который также сделал успешную приказную карьеру. В 1594/95 г. — подьячий, получил поместье в Московском уезде. Подписался на утвержденной грамоте царя Бориса в 1599 г. В 1598 г. — дьяк на Земском дворе; в апреле 1600 г. — четвертной дьяк. В мае 1600 г. — дьяк в объездах в Москве.
7 июля 1601 г. — дьяк четвертного приказа, где ведается Тверской уезд (будущая Владимирская четь); там же до 1604 г.
В 1604 г. — назначен в объезды в Москве, но затем послан в Ливнык войскам с жалованием. Его оклад в Галицкой чети в 1603/04 г. составлял 80 рублей.
Имел в Москве двор на Коневье площадке. Постригся в монахи, его подмосковное поместье в августе 1606 г. было передано дьяку Н. Дмитриеву.

## Начало деятельности и служба в правление Бориса Годунова
Первое упоминание в ноябре 1584 — марте 1585 гг. — подьячий Царской мастерской палаты.
В 1594 г. — первый подьячий Посольского приказа.
В феврале — ноябре 1595 года как подьячий «в дьячье имя» ездил в посольстве думного дворянина Дмитрия Ивановича Вельяминова-Зернова к императору Священной Римской империи Рудольфу II, хлопотавшему о привлечении московского царя к участию в войне против турок. Участие в этой миссии стало прорывом в карьере чиновника. По возвращении пожалован в дьяки, а родственник царя Вельяминов в окольничие (в 1596 г.).
С 1596 — по 20 октября 1603 г. — дьяк приказа Казанского дворца.

С 1598 г. — думный дьяк.
Был одним из доверенных людей царя Бориса. 28 июня 1599 — 29 июля 1600 гг. глава посольства в Священную Римскую империю, к австрийскому императору.
В 1600/01 г. назначен вторым дьяком Посольского приказа, а с мая 1601 по май 1606 гг. глава Посольского приказа. Сменил попавшего в опалу думного дьяка Василия Щелкалова.
В 1600 году в Москву прибыл посол польско-шведского короля Сигизмунда III — канцлер литовский Лев Сапега — для заключения с московским царём «Вечного мира». После обычных проволочек в Москве согласились на 20-летнее перемирие; но в мирной грамоте московские дипломаты с расчётом не назвали Сигизмунда королём Швеции. Хлопоты и просьбы Сапеги о прописании последнего титула не увенчались успехом, и грамота отправлена была Сигизмунду с боярином М. Г. Салтыковым и думным дьяком А. Власьевым в составе посольства в Речь Посполитую в августе 1601 — январе 1602 гг. Упрямые московские дипломаты заставили Сигизмунда приехать к ним в Вильну из Риги и дать присягу именно так, как требовало московское правительство.
В июне — августе 1602 г. с тем же М. Г. Салтыковым встречал и сопровождал от Ивангорода до Новгорода датского принца Иоганна (дат. Johan (Hans) af Slesvig-Holsten), жениха Ксении Годуновой.
В июле 1603 — апреле 1604 гг. был во главе посольства в Дании.

## Деятельность в Смутное время
После падения Годуновых Власьев ездил в Тулу засвидетельствовать свою преданность Лжедмитрию I. После водворения последнего в Москве (1605 год) Власьев получил от него чин окольничего и сделался «великим секретарём и надворным подскарбием» (казначеем). При Лжедмитрии I, помимо Посольского приказа, Афанасий Власьев руководил Казенным двором в чине казначея. В сентябре 1605 г. Лжедмитрий отправил Власьева великим послом в Краков к польскому двору просить руки Марины Мнишек. Там же происходило и обручение, причём Власьев как глава миссии представлял собой особу жениха и 2 ноября 1605 г. от лица Лжедмитрия официально обручился с Марией Мнишек. Потом сопровождал Марину и её отца в Москву, где во время брачных празднеств почти один ведал дела государственные. Вернувшись в Москву в апреле 1606 г., вновь возглавил Посольский и Казенный приказы.
Иностранцы в своих письмах именовали влиятельного посольского дьяка «канцлером», хотя в прежние времена подобным титулом наделялись печатники — хранители государственной печати. Власьев не был произведен в печатники, эта должность оставалась вакантной с 1601 до 1605 года. Титулование же А. И. Власьева «канцлером» иностранцами вполне обосновано, так как государственная печать, за отсутствием печатника, находилась в Посольском приказе и фактически была под контролем думного посольского дьяка.
Французский наемник капитан Яков Маржерет в своих записках дал высокую оценку дипломатическим способностям Власьева: «Афанасий приехал ко двору (Сигизмунда III) и провёл переговоры так хорошо, что в Кракове была отпразднована свадьба, на которой присутствовал сам польский король». В то же время следует учитывать, что Маржерет был нанят дьяков Афанасием Власьевым в империи Габсбургов и прибыл вместе с ним в 1600 г. в Россию.

## Деятельность в правление Василия Шуйского и смерть
С воцарением Василия Шуйского в мае — июне 1606 г., который много был обязан «великому секретарю» избавлением своим от казни, Власьев, как приверженец самозванца, попал в опалу и был удалён из Москвы в ссылку. Вместе с воеводой Н. В. Годуновым (бывшим окольничим), он был отправлен дьяком в Уфу. Затем заключен в тюрьму.
В конце 1610 г. Сигизмунд III распорядился освободить Власьева и вновь пожаловал его в казначеи, но распоряжение не было выполнено в связи с кончиной Власьева.

## Имущественное положение
В 1594 г., когда главой Посольского приказа являлся Василий Яковлевич Щелкалов, Афанасий Власьев числился первым по денежному жалованью и поместному окладу подьячим Посольского приказа. На тот момент его жалованье составляло 50 рублей в год, кроме того, он был поверстан поместьем в 500 четей.
Отправляясь в посольство в феврале (по другим данным — в апреле) 1595 г. в Империю ко двору Рудольфа II, Афанасий Власьев получил «на подмогу» 100 рублей. Интересно, что в качестве даров императору из Москвы с послами были отправлены меха, оцененные пражскими купцами в 400.000 рублей (причем некоторые меха, по причине их дороговизны, так и не были оценены).
Согласно Росписи русского войска осени 1604 г. думный дьяк А. И. Власьев выставил 9 всадников в поход против Самозванца.. Так как собирали даточных людей в 1604 г., очевидно, в соответствии с уложением 1556 г.: одного вооруженного всадника со 100 четвертей земли, то Власьев владел не менее 900 четвертей поместной и вотчиной земли, что являлось солидным уровнем достатка.
В документах упоминается также купленная вотчина жены А. И. Власьева, находившаяся в Боровском уезде.

## Интересные факты
Контактируя с иностранцами по долгу службы, А. Власьев держал иноземцев и у себя в услужении. Известно, что у него служил некий Бажен Иванов (француз по национальности), которого «вывез с собою из Цесарские земли диак Офонасей Власьев». Впоследствии, в 1609 г., Б. Иванов был определен переводчиком в Посольский приказ.
Помимо Бажена Иванова, у Афанасия Власьева был в услужении и другой иностранец — голштинец Ганс Лакман (или Анца Матвеев). Афанасий Иванович привез его в Москву из Любека, возвращаясь в 1600 г. из посольства в Империю. По показаниям самого голштинца, «…жил он у Офонасья во дворе 6 лет, и на всякие посылки в поместья и в вотчины его Офонасей надзирать над прикащики своими для всяких дел посылал». Позднее Лакман уехал в Данию и служил переводчиком у датского короля, но в 1617 г. вновь вернулся на службу в Московское государство.
Таким образом, Афанасий Власьев стал одним из первых представителей московской верхушки, нанимавших на службу европейцев. В отношениях со слугами посольский дьяк порой бывал жесток. Так, вышеупомянутый Ганс Лакман был вынужден бежать от своего господина после того, как тот, в ответ на просьбу отпустить его на родину, распорядился посадить слугу в «железа» и пригрозил сослать в Сибирь.